# Hochob
Hochob ist eine kleine Ruinenstätte der Maya in Mexiko. Sie befindet sich auf der Halbinsel Yucatán im Bundesstaat Campeche, 38 Kilometer südöstlich von Hopelchén und etwa 7 Kilometer südsüdwestlich von Dzibalchén gelegen. Der Fundort ist das vermutlich beste Beispiel für den Chenes-Stil der Maya-Architektur. Der Ort liegt auf einem schmalen Hügelrücken, der eine breite Savanne im Norden begrenzt. Entsprechend sind die Ruinen nicht in der Fläche angeordnet, sondern folgen eher einem linearen Muster.

Plan von Hochob

Die erste Beschreibung von Hochob stammt aus dem Jahre 1887 von Teobert Maler. Der nächste eingehende Bericht ist fünfzig Jahre später von Harry Evelyn Dorr Pollock verfasst worden. Eine gute Beschreibung gibt auch Ricardo de Robina. Nach 1980 wurden Grabungen und Restaurierungen unter Leitung von Ramón Carrasco durchgeführt. 
Um einen annähernd rechteckigen Platz gruppieren sich mehrere Gebäude. Die Bauten an der westlichen Seite sind bisher nicht freigelegt worden, genauso wie die dahinter folgenden Gruppen von Bauten um mehrere Höfe. Nach Osten folgen ebenfalls mehrere stark zerstörte und nicht ausgegrabene Bauten.

## Gebäude I
Hier handelt es sich um eine relativ hohe Pyramide mit einem zweiräumigen Gebäude auf der Spitze. Alles ist stark zerstört und bisher nicht freigelegt.

## Gebäude II

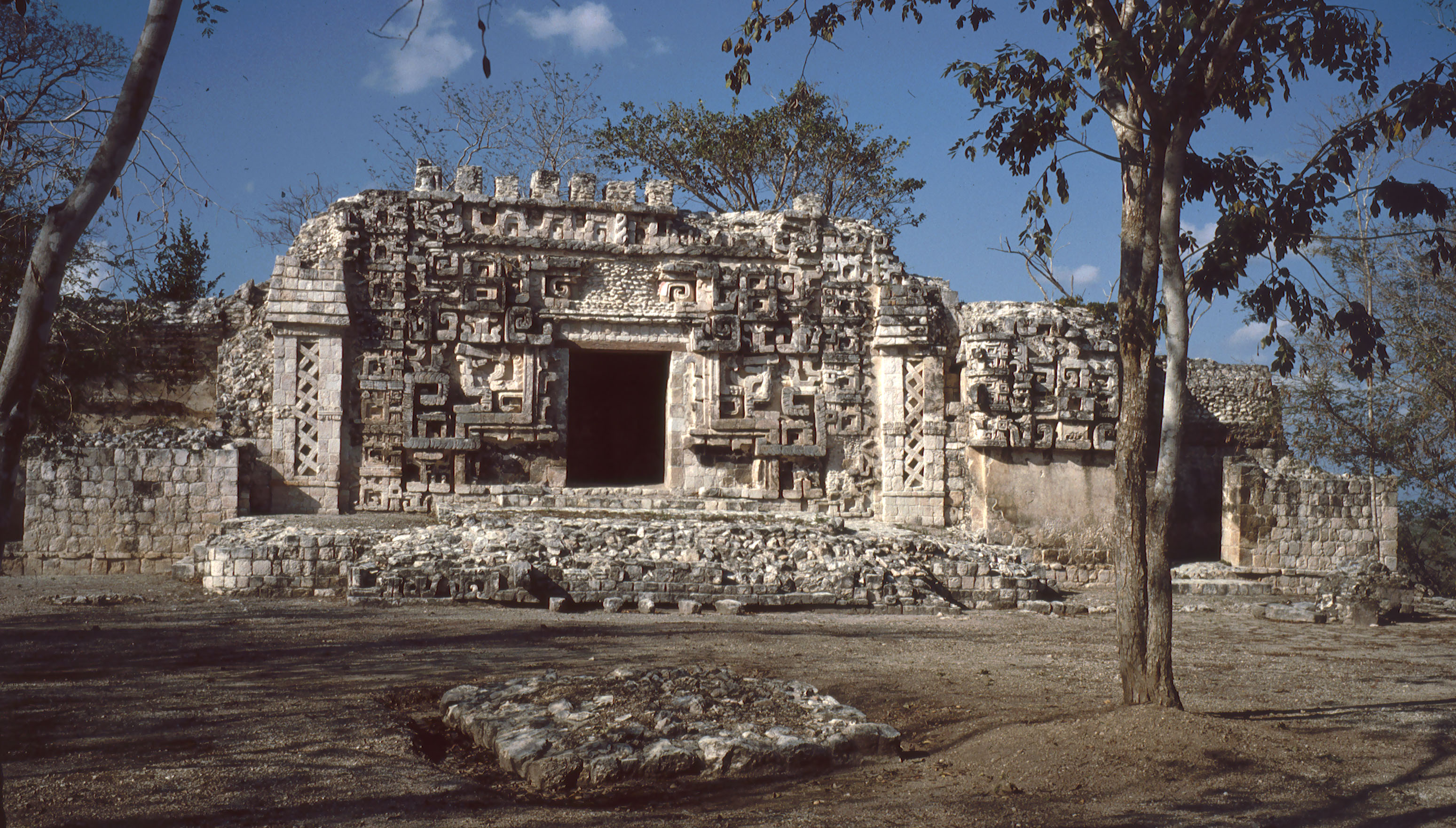
Hauptgebäude

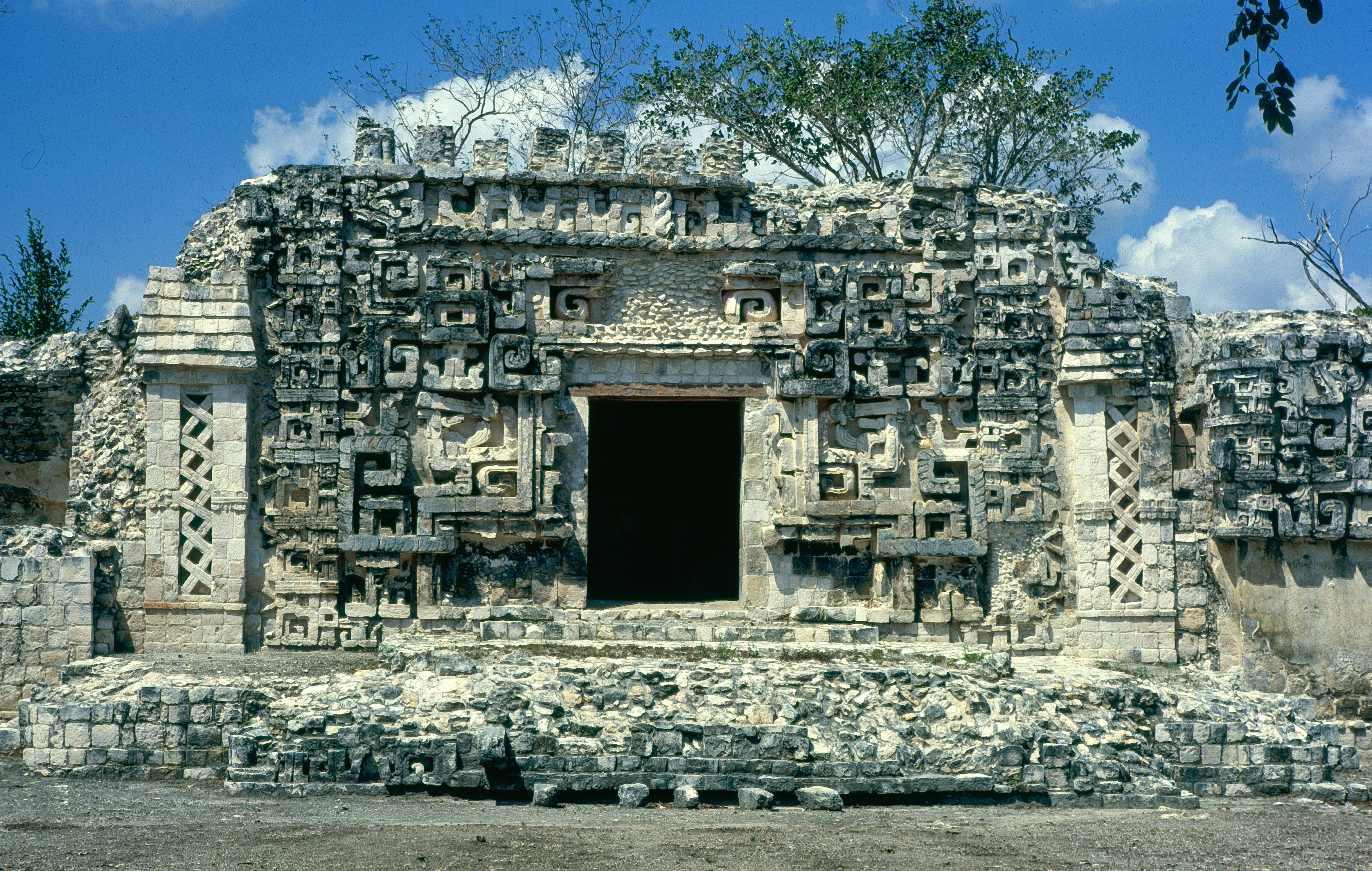
Mittelteil des Hauptgebäudes

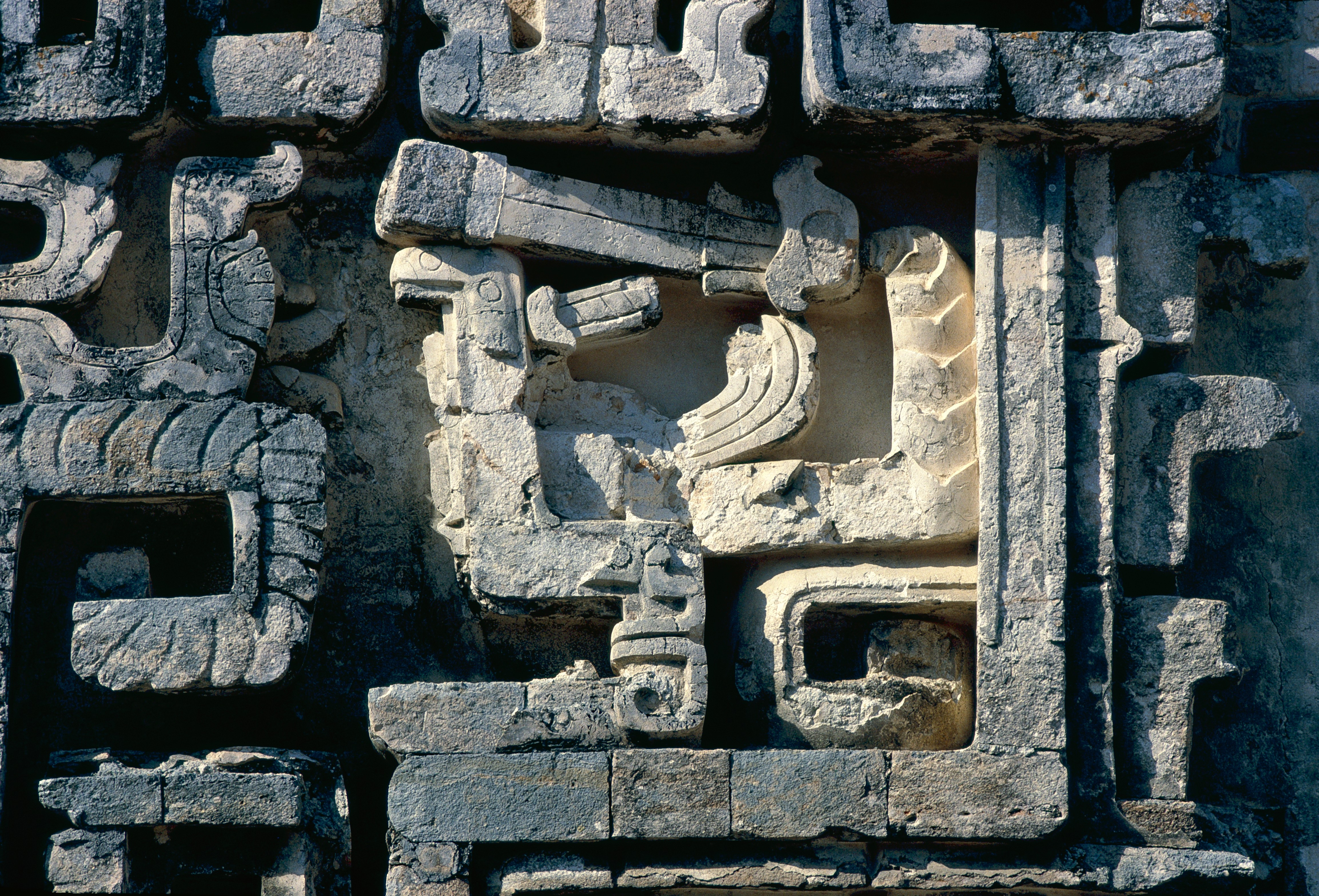
Detail der Stuckdekoration am Hauptgebäude

Im typischen Chenes-Stil erweckt das ungewöhnlich gut erhaltene dreiräumige Gebäude den Eindruck, als handele es sich um drei nebeneinanderstehende einzelne Bauten. Dieser Eindruck wird noch verstärkt dadurch, dass der Mittelteil leicht nach hinten verschoben ist. 
Der Mittelteil liegt um rund einen Meter höher als die Seitenflügel, weil die Eingangsplattform sehr hoch als vorgeschobener Unterkiefer des Schlangemauls ausgebildet ist. Die gesamte Fassade des Mittelteils wird vom Schlangenmauldekor in ihrer vollen Höhe eingenommen. Der Dekor ist über Stein in sehr hartem und fein geschnittenem Stuck ausgeführt. Der Mittelteil wird durch zwei über die gesamte Höhe der Fassade reichende halbplastische Darstellungen von aus Platzgründen stark in der Vertikalen verzerrten Häusern mit Palmblattdach eingerahmt. Der Mittelteil der Wand dieser Häuser ist mit Steingitterwerk versehen. Über den abgebildeten Hausdächern ragten große naturalistisch gestaltete Gesichter hinauf, die von Rankenwerk eingerahmt waren. Sie wurden von Raubgräbern entwendet. Die gut erhaltenen Graffiti im Mittelraum wurden während der Restaurierungsarbeiten entfernt und befinden sich nun in Museen.
Der östliche Seitenflügel des Gebäudes trägt Dekor nur auf der oberen Wandfläche. An der Ecke ragen vier übereinander gesetzte Chac-Masken heraus. Über dem Eingang befindet sich ein oberer Teil eines Schlangenrachens, der dem des mittleren Raumes sehr ähnlich ist, sich aber nicht auf die untere Wandfläche erstreckt. Ob der westliche Seitenflügel ebenfalls so gestaltet war, ist nicht mehr mit Sicherheit feststellbar.
Die Fassaden der Rückseite sind einfach gehalten. Das Problem der unterschiedlichen Höhen der drei Bauteile wurde durch eine zusätzliche Wandfläche auf den Seitenflügeln überbrückt. Das mittlere Gesims besteht aus zwei Gliedern: einem schmalen Band und darunter ungewöhnlich hoch eine nach außen geböschte Fläche mit eingesenktem Feld. Das obere Gesims ist ähnlich gestaltet, nur dass darüber noch ein im Gegensinn geböschtes Band ohne Einziehung liegt.  
Die Bautechnik entspricht der Puuc-Architektur mit Verkleidungssteinen über einem Mauerkern aus geschüttetem Mörtel und anderen konstruktiven Details. Allerdings ist die Bearbeitungsqualität der Verkleidungssteine weniger gut als weiter im Norden, was aber durch einen dicken Stucküberzug verdeckt wird. Die Eingänge waren mit mehreren hölzernen Türbalken überspannt, die Seiten der Eingänge bestehen aus in Mauertechnik gesetzten Steinen wie im Proto-Puuc-Stil. Ebenfalls unterschiedlich gegenüber dem Puuc-Stil ist die Technik des Gewölbes mit wenig bearbeiteten Gewölbesteinen und Absätzen. Auf dem Dach des mittleren Raumes stand ein Dachkamm, von dem nur noch niedrige Reste vorhanden sind. Die vertikalen Teile wiesen in Stuck ausgeführte stehende Personen auf.

## Gebäude III

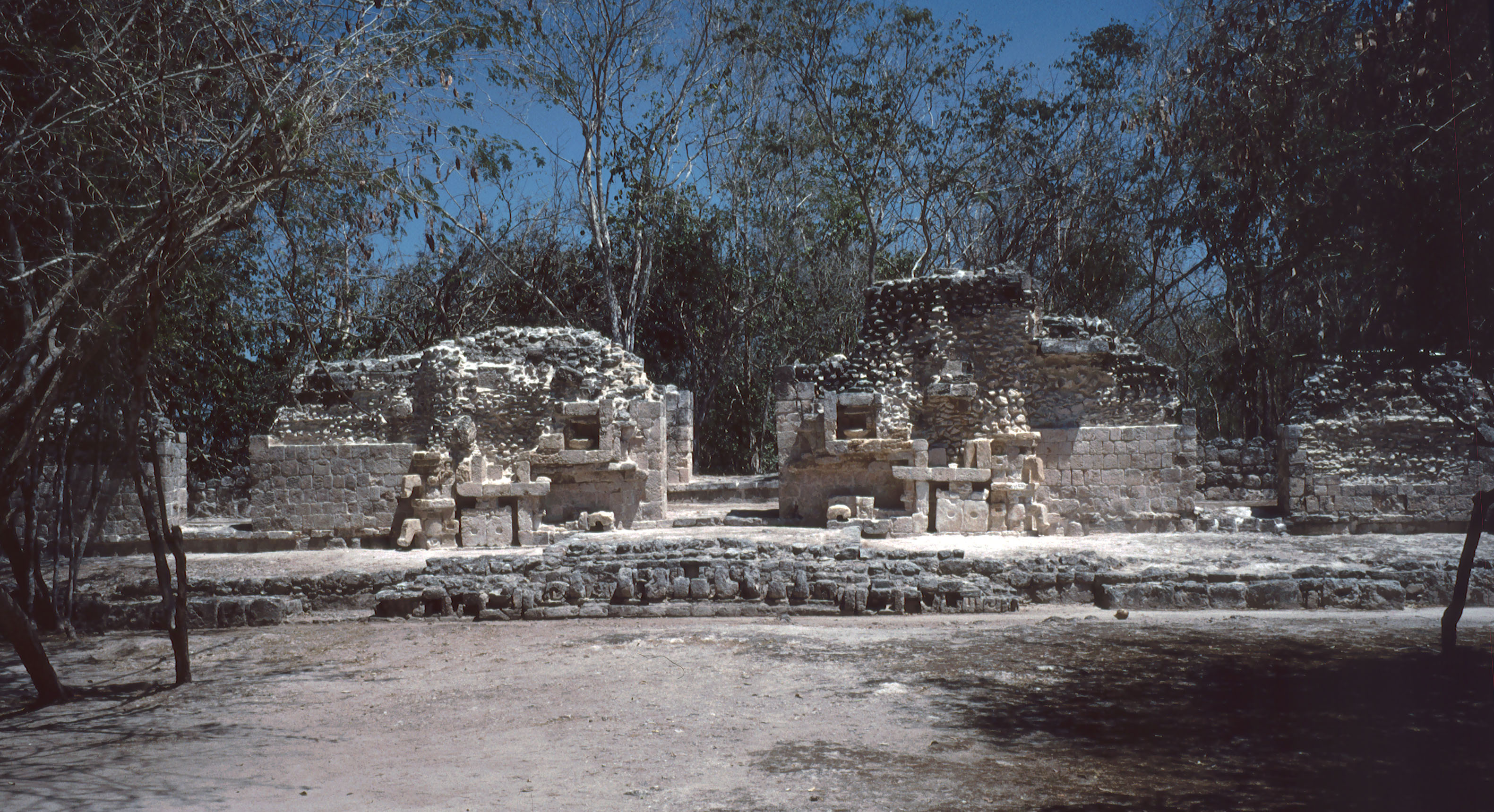
Gebäude III

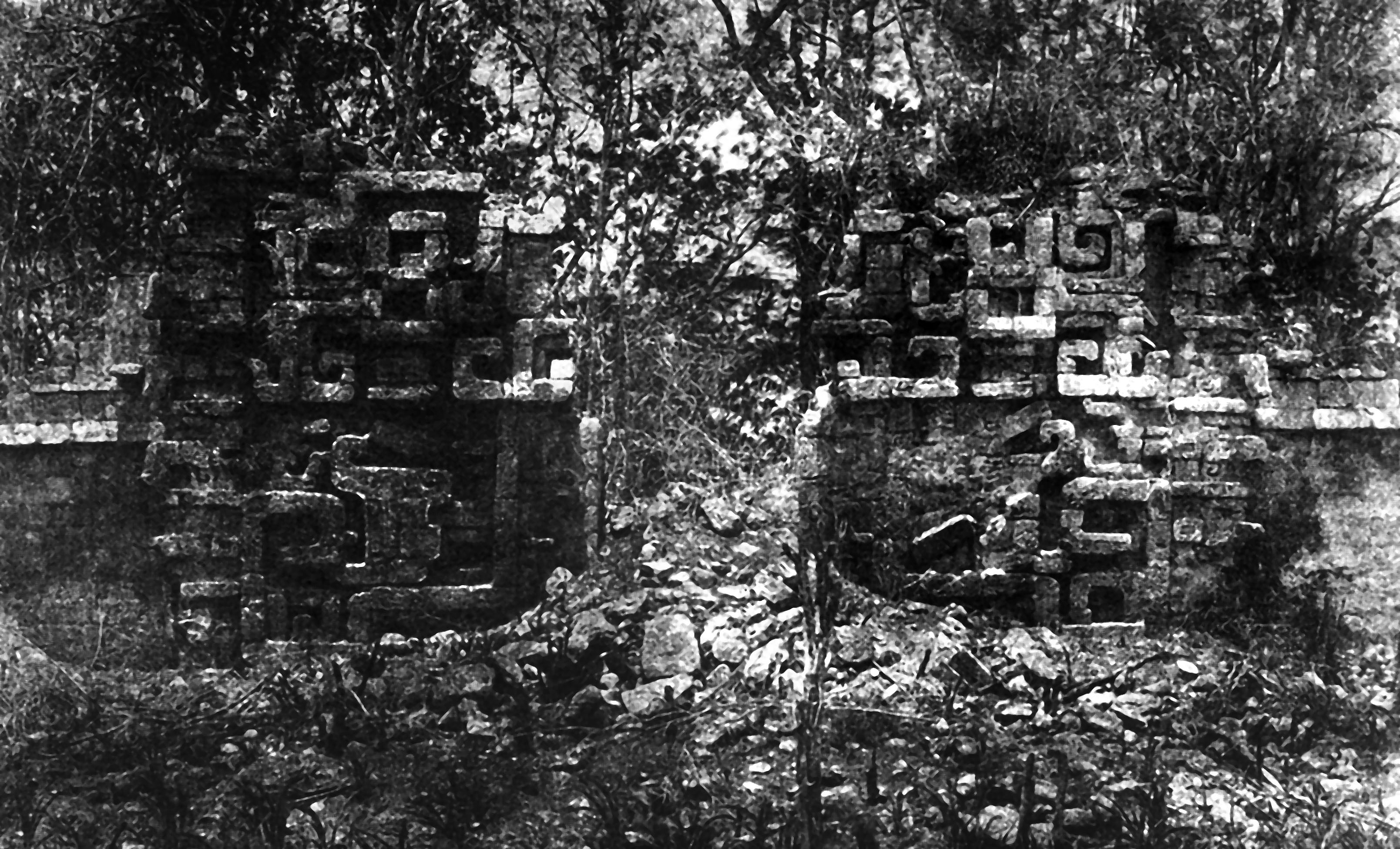
Gebäude III Foto Teobert Maler 1887

Dieses von Pollock als „Structure 1“ bezeichnete Gebäude ist zwischen Pollocks Besuch im Jahre 1936 und den frühen 1960er Jahren stark zerfallen. Insbesondere das anfangs noch gut erhaltene Schlangenmaulportal ist nur noch in seinen untersten Teilen erhalten. Es handelt sich um ein Gebäude mit drei Räumen in einer Reihe, wobei hinter dem mittleren Raum ein weiterer folgt, der von Pollock übersehen wurde. 
Südlich liegt ein sehr kleines Gebäude (IV), das hier nicht behandelt wird. 

## Gebäude V und VI

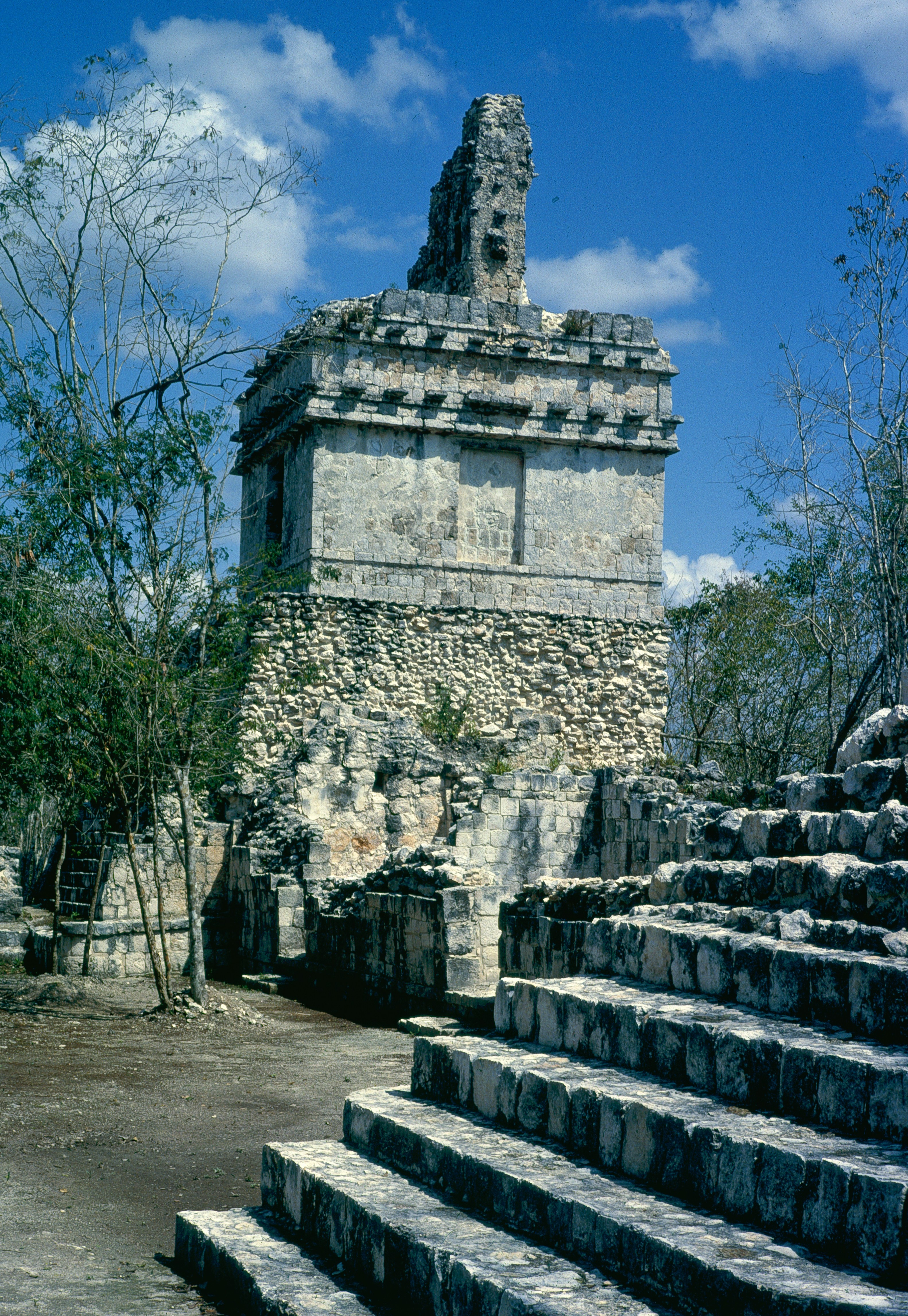
Gebäude V, darunter Verbindungsbau

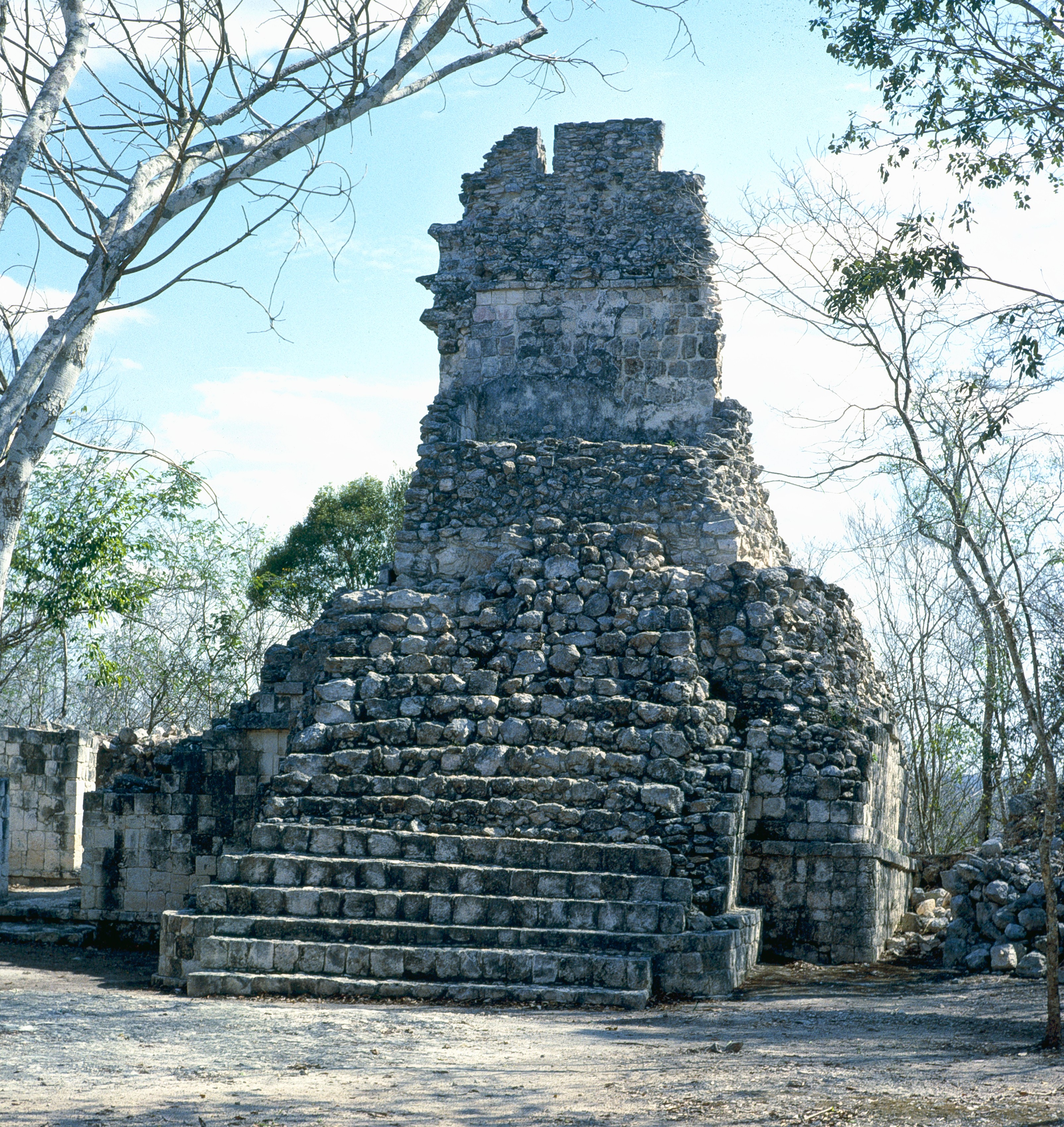
Gebäude VI

Zwischen den Gebäuden V und VI liegt ein Gebäude ohne eigene Nummerierung, das aus zwei parallelen Ketten von jeweils drei Räumen besteht, wobei die vorderen Räume nach dem Hof geöffnet sind und die hinteren durch diese Räume betreten werden können. Ursprünglich hatte das Gebäude zweimal fünf Räume, wobei die Räume an den Enden in einer zweiten Phase von steilen Pyramiden überbaut wurden.
Auf den oberen Flächen der beiden Pyramiden steht jeweils ein kleiner, zweiräumiger Bau mit Eingängen von beiden Seiten. Die Fassade ist in den unteren Wandflächen völlig glatt, darüber folgen Gesimse in demselben Aufbau wie auf der Rückseite von Gebäude II. Aus der oberen Wandfläche ragen zahlreiche Steinzapfen heraus, die zur Befestigung von Stuckdekorationen gedient haben müssen. Auf dem Tempelgebäude saß ein durchbrochener Dachkamm. Die östliche dieser Pyramiden (Gebäude V) besitzt an beiden Seiten jeweils eine sehr steile Treppe, die nur schwer besteigbar ist (aber nicht mit den bewusst nicht begehbaren Treppen des Rio-Bec-Stils verwechselt werden sollte. Die östlichen und westlichen Seitenwände dies Tempelbaus haben flache, türartige Nischen. Das westliche Gebäude (VI) ist offenbar über dem westlichsten der ursprünglichen Räume des flachen Gebäudes errichtet und entspricht strukturell dem Gebäude V. Die Treppen sind jedoch weniger steil und gut zu ersteigen. Die Seitenwände des Tempelgebäudes sind glatt und ohne Nischen.

## Tourismus
Der Fundort ist für den Tourismus geöffnet. Zufahrt vom Dorf Chenkoh (Abzweig an der Umgehungsstraße) bis zum Parkplatz am kleinen Besucherzentrum, dann kurzer Aufstieg zu den Ruinen selbst.